# Sliertige broodspons
De sliertige broodspons (Halichondria bowerbanki) is een sponzensoort uit de familie Halichondriidae. De wetenschappelijke naam van de soort werd in 1930 gepubliceerd door Maurice Burton.

## Beschrijving
De sliertige broodspons is een sponzensoort die beige tot bruin is in de zomer en lichtgrijs/geel in de winter. Het uiterlijk en de structuur van de soort varieert en heeft onregelmatige kwastachtige takken. Kolonies kunnen uitgroeien tot 25 centimeter met takken tot 12 centimeter hoog. Het materiaal waaruit de sliertige broodspons is opgebouwd is zacht en soepel en breekt niet snel af.

## Verspreiding
Het verspreidingsgebied van de sliertige broodspons is de noordoostelijke Atlantische kust. De sliertige broodspons wordt gevonden op rotsachtige oppervlakken in het ondiepe sublitoraal, of daarboven, in het intergetijdengebied. Deze soort heeft een voorkeur voor een slibrijke omgeving en kan ook goed gedijen in brak water. De sliertige broodspons komt in Nederland voor in de Noordzee, de Waddenzee en het Zeeuwse deltagebied (Oosterschelde, Veerse Meer en Grevelingenmeer).